# ジュゼッペ・デ・サンティス
ジュゼッペ・デ・サンティス（Giuseppe De Santis, 1917年2月11日 - 1997年5月16日）は、イタリアの映画監督、脚本家である。
ジーノ・デ・サンティス （Gino de Sanctis）、ジョー・デ・サンティス （Joe de Santis）ともクレジットされた。
監督作は13作である。

## 来歴・人物
1917年2月11日、ラツィオ州ラティーナ県フォンディに生まれる。イタリア国立映画実験センター卒業。撮影監督のパスクァリーノ・デ・サンティスは10歳下の弟である。
1940年、カミッロ・マストロチンクェ監督の映画『ドン・パスクヮーレ』に脚本家としてクレジットされたのが、もっとも古い記録である。1945年、マリオ・セランドレイ、マルチェッロ・パリエロ、ルキノ・ヴィスコンティと共同でドキュメンタリー映画『栄光の日々』を監督し、映画監督としてデビューする。1947年に監督した『荒野の抱擁』は、第12回ヴェネツィア国際映画祭に出品され、翌1948年のナストロ・ダルジェント最優秀作品監督賞を『ジョヴァンニ・エピスコーポの殺人』を監督したアルベルト・ラットゥアーダと分け合って受賞した。
1949年に発表した監督作『にがい米』は、同年第3回カンヌ国際映画祭コンペティションに出品され、1951年に行われた第23回アカデミー賞ではアカデミー原案賞にノミネートされた。1955年のサン・セバスティアン国際映画祭では、『恋愛時代』で銀の貝殻賞を受賞する。『荒野の抱擁』『にがい米』『オリーヴの下に平和はない』『恋愛時代』といった作品は、イタリフィルムが輸入し、日本でも同時代に商業公開された。
1988年に行われた第45回ヴェネツィア国際映画祭ではピエトロ・ビアンキ賞を、1995年に行われた第52回ヴェネツィア国際映画祭では功労金獅子賞をそれぞれ受賞する。
1997年5月16日、ラツィオ州ローマ県ローマで心臓発作のため死去した。満80歳没。

## フィルモグラフィ
- 『ドン・パスクヮーレ』 Don Pasquale : 監督カミッロ・マストロチンクェ、1940年 - 脚本
- 『郵便配達は二度ベルを鳴らす』 Ossessione : 監督ルキノ・ヴィスコンティ、1943年 - 脚本・台詞・助監督
- 『栄光の日々』 Giorni di gloria : 共同監督マリオ・セランドレイ / マルチェッロ・パリエロ / ルキノ・ヴィスコンティ、ドキュメンタリー映画、1945年 - 監督
- 『欲望』 Desiderio : 監督マルチェッロ・パリエロ / ロベルト・ロッセリーニ、1946年 - 脚本
- 『太陽は再び昇る』 Il sole sorge ancora : 監督アルド・ヴェルガノ、1946年 - 脚本・出演・「伯爵の従者」役
- 『最後の恋』 Ultimo amore : 監督ルイジ・キアリーニ、1947年 - 脚本
- 『荒野の抱擁』 Caccia tragica : 1947年 - 監督・原案・脚色
- 『にがい米』 Riso amaro : 1949年 - 監督・原案・脚色
- 『オリーヴの下に平和はない』 Non c'è pace tra gli ulivi : 1950年 - 監督・原案・脚色
- 『ローマ11時』 Roma ore 11 : 1952年 - 監督・脚本
- 『身代金』 Riscatto : 監督マリオ・ジローラミ、1953年 - 脚本、「ジーノ・デ・サンティス」名義
- 『アンナの夫』 (未公開、DVD発売題) Un marito per Anna Zaccheo : 1953年 - 監督・原案・脚色
- 『禁じられた女たち』 Donne proibite : 監督ジュゼッペ・アマート、1954年 - 脚本
- 『恋愛時代』 Giorni d'amore : 1954年 - 監督・原案・脚色
- 『人間と狼』 Uomini e lupi : 1956年 - 監督・原案・脚色
- 『大爆走』 I fidanzati della morte : 監督ロモロ・マルチェッリーニ、1957年 - 脚本、「ジーノ・デ・サンティス」名義
- 『一年の長い道』 La strada lunga un anno : 1958年 - 監督・脚本
- 『女の部屋』 La garçonnière : 1960年 - 監督・脚本
- 『イタリアの勇士たちよ』[4] Italiani, brava gente : 1964年 - 監督(ドミートリー・ワシーリエフ（ロシア語版、英語版）監督と共同)・脚本　イタリア・ソ連合作映画。第二次大戦下のソ連戦線でのイタリア人兵士たちを描き、ソ連ロケも行われる。ピーター・フォークが軍医役で出演。
- 『神よ俺の銃を許したまえ』 Dio perdoni la mia pistola : 監督マリオ・ガリアッゾ / レオポルド・サヴォーナ、1969年 - 出演・「チャーリー・クラントン」役、「ジョー・デ・サンティス」名義
- Un apprezzato professionista di sicuro avvenire : 1971年 - 監督・原案
- Cinema 3: Episode dated 19 November 1992 : テレビ映画、1992年 - 出演・本人として
- 『明日はまた別の日』 Oggi è un altro giorno : 1995年 - 監督・脚本